# Ариола (Вибо Валенција)
Ариола је насеље у Италији у округу Вибо Валенција, региону Калабрија.
Према процени из 2011. у насељу је живело 26 становника. Насеље се налази на надморској висини од 763 м.